# Kokšov-Bakša
Kokšov-Bakša es un municipio del distrito de Košice-okolie en la región de Košice, Eslovaquia, con una población estimada a final del año 2024 de 1335 habitantes.
Se encuentra ubicado en el centro de la región, en el valle del río Sajó (afluente derecho del Tisza) y cerca de la frontera con la región de Prešov y con Hungría.

## Demografía
| Año        | 1994 | 2004    | 2014     | 2024     |
| ---------- | ---- | ------- | -------- | -------- |
| Población  | 1078 | 1046    | 1174     | 1335     |
| Diferencia |      | −2,96 % | +12,23 % | +13,71 % |

| Año        | 2023 | 2024    |
| ---------- | ---- | ------- |
| Población  | 1310 | 1335    |
| Diferencia |      | +1,90 % |